# 10941 Mamidala
10941 Mamidala è un asteroide della fascia principale. Scoperto nel 1999, presenta un'orbita caratterizzata da un semiasse maggiore pari a 2,8506313 au e da un'eccentricità di 0,0510731, inclinata di 7,13829° rispetto all'eclittica.